# Estados Unidos nos Jogos Olímpicos de Verão de 1964
Os Estados Unidos da América competiram os Jogos Olímpicos de Verão de 1964 em Tóquio, Japão. Ficaram em primeiro lugar no ranking geral, com 36 medalhas de ouro.